# Winterrieden
Winterrieden é um município da Alemanha, situado no distrito de Baixa Algóvia, no estado da Baviera. Tem 9,79 km² de área, e sua população em 2019 foi estimada em 959 habitantes.